# Jerzy Kazimierz Pajączkowski-Dydyński

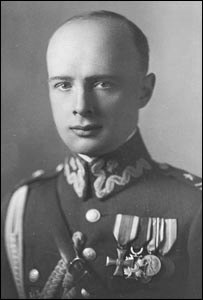
Jerzy Kazimierz Pajączkowski-Dydyński

Jerzy Kazimierz Pajączkowski-Dydyński (Lwow, 19 juli 1894 – Grange-over-Sands, 6 december 2005) was een Pools-Engels kolonel die op 111-jarige leeftijd de oudste man van het Verenigd Koninkrijk was en mogelijk ook van Europa; hij was een van de laatste veteranen uit de Eerste Wereldoorlog.
Pajączkowski-Dydyński werd opgeroepen door Oostenrijk-Hongarije gedurende de Eerste Wereldoorlog. Desondanks sloot hij zich in 1915 aan bij de geallieerden. Op het einde van de oorlog werd hij gevangengenomen in Italië. Na de Eerste Wereldoorlog werd Polen onafhankelijk en besloot hij om te dienen voor Polen. Hij was intussen opgeklommen tot luitenant en nam deel aan het conflict tussen Polen en de Sovjet-Unie in 1921. In 1925 werd hij bevorderd tot majoor.
Bij het uitbreken van de Tweede Wereldoorlog was hij luitenant-kolonel. De familie van Jerzy vluchtte uit Polen naar Roemenië. Ze kwamen uiteindelijk in 1940 in Groot-Brittannië aan. Pajączkowski-Dydyński verhuisde in 1943 naar Edinburgh, waar zijn vrouw in 1945 overleed. Na de Tweede Wereldoorlog kon Pajączkowski-Dydyński niet meer terug naar Polen. Poolse militairen die in het westen hadden gevochten waren niet welkom in het door de Sovjet-Unie bezette Polen, terwijl de Poolse bevolking van zijn geboorteplaats Lwow na de annexatie door de Sovjet-Unie was verdreven. Later trouwde hij met Dorothy Cattrall, met wie hij een dochter had.
In 1964 werd hij gepromoveerd tot kolonel.
Pajączkowski-Dydyński overleed in 2005 op 111-jarige leeftijd.

## Eretekens
- Orde Polonia Restituta
- Oorlogskruis 1944 (Polen)
- Kruis van Verdienste (Polen)